# 序列周邊介面

SPI匯流排：單一主机對複合从机

串行外设接口（Serial Peripheral Interface Bus，SPI），是一种用于晶片通信的同步串行通信接口规范，主要应用于单片机系统中的訊號傳遞。类似的技術還有I²C等。
摩托罗拉公司于20世纪80年代中期首先开发出此傳輸介面，之后逐漸发展為行业规范之一。它的典型应用有快閃記憶體、EEPROM、SD卡与液晶显示器。
SPI设备之间使用全双工模式通信，是一个主机和一个或多个从机的主从模式。主机负责初始化帧，这个数据传输帧可以用于读与写两种操作，片选线路可以从多个从机选择一个来响应主机的请求。
有时SPI接口被称作四线式接口，这是为了与其他不同线制的数据传输接口加以区分。SPI准确来讲应为“同步串行接口”，但是它又与同步串行接口协议（SSI）是完全不同的两种协议。虽然SSI也是一个四线式同步通信协议，但是它使用差分信号，而且仅提供一个单工通信信道。于此相对地，SPI是一个单主机多从机的通信接口。
SPI是一种事实标准，也就是说这种规范没有对应的技术标准。因此各个厂家生产的SPI器件配置不一样，不一定有互操作性。

## 接口
SPI总线规定了4个保留逻辑信号接口：
- SCLK（Serial Clock）：串列时脈，由主机发出
- MOSI（Master Output, Slave Input）：主机输出，从机输入信号（数据由主机发出）
- MISO（Master Input, Slave Output）：主机输入，从机输出信号（数据由从机发出）
- SS（Slave Select）：片选信号，由主机发出，一般是低電位有效

尽管上述的引脚名称是最常用的，但是，在过去有時使用其他引脚命名方式，因此旧的積體电路产品的SPI端口引脚名称可能有所不同。

## 操作
SPI匯流排的通訊操作，可以在单个主机与一個或多个从机之间进行。
在单一从机的情况下，若从机允许，SS线可以固定为逻辑低电平。然而一些从机需要片选訊号的負緣觸發來啟動，例如Maxim MAX1242 ADC在高→低转换时才会开始进行模数转换。对于多个从机，每个从机都需要一个独立的SS訊号。
大多数从機具有三態邏輯的特性，所以当從機未被选中时，它们的MISO訊号变为高阻抗（逻辑断开）。没有三态输出的裝置不能与其他裝置共享SPI总线段，但是能使用外接的三态逻辑缓存来解决此问题。

### 数据传输
为了开始通訊，总线上的主设备需要使用从设备支持的频率来配置时钟，这个频率最高为几兆赫兹左右。然后主设备将某个从设备的SS线置为低电平，来选中这个从设备。如果等待时间是必要的话（例如进行模数转换），主设备必须在这段时间结束后，才可以发出时钟周期訊号。
在每个SPI时钟周期内，都会发生全双工数据传输。主设备在MOSI线上发送一个位，从设备读取它，同时从机在MISO线上发送一位数据，主机读取它。即使只有单向数据传输的目的，主从机之间的通訊工作方式仍然是双工的。

两个连接成虚拟環形緩衝區的移位寄存器

传输通常会使用给定字长的两个移位寄存器，一个在主设备中，一个在从设备中，这两个寄存器连接成一个虚拟的環形緩衝區。数据通常先从最高位移出。在时钟訊号边沿，主机和从机均移出一位，然后在传输线上输出给对方。在下一个时钟沿，每个接收器都从传输线接受对方发出的数据位，并且从移位寄存器的最低位推入。每完成这样一个移出——推入的周期后，主机和从机就交换寄存器中的一位数据。当所有数据位都经过了这样的移出——推入过程后，主机和从机就完成了寄存器上的数据交换。如果需要交换的数据比寄存器的位数还要长的话，则需要重新加载移位寄存器并重复该过程。传输可能会持续任意数量的时钟周期。完成后，主设备会停止发送时钟訊号，并通常会取消选择从设备。
传输寄存器通常包含8位。但是其他字长也很常见，例如触摸屏控制器或音频编解码器通常采用16位字长（如德州仪器的TSC2101），许多数模转换或者模数转换的设备则会采用12位字长。
所有在总线上的没有被片选线激活的从设备必须忽略输入时钟和MOSI訊号，并且不得从MISO发送数据。

### 独立的从设备配置
在独立的从设备配置中，每个从设备都有独立的晶片选择线。在一般情况下，要通过上拉电阻将片选线（ss线）与电源连接起来，以减少器件之间的串扰。
由于从机的MISO引脚连接在一起，因此它们需要为三态引脚（高，低或高阻抗）。

### 中断
SPI从设备有时会使用另一条訊号线将中断訊号发送到主设备的CPU。 例子包括来自触摸屏传感器的笔下中断，来自温度传感器的热限制警报，实时时钟芯片发出的警报， SDIO以及来自手机中声音编解码器的耳机插孔插入。 SPI标准中并不包括中断。 中断的使用既不被禁止也不被标准规定。

### SPI代码示例
```
/*

 * 通过SPI协议在主设备和从设备之间交换一个字节的数据

 *

 * Polarity and phase are assumed to be both 0, i.e.:

 *   - 输入数据在SCLK的上升沿捕获。

 *   - 输出数据在SCLK的下降沿传播。

 *

 * 返回接收到的一字节的数据

 */

uint8_t
 
SPI_transfer_byte
(
uint8_t
 
byte_out
)

{

    
uint8_t
 
byte_in
 
=
 
0
;

    
uint8_t
 
bit
;

    
for
 
(
bit
 
=
 
0x80
;
 
bit
;
 
bit
 
>>=
 
1
)
 
{

        
/* Shift-out a bit to the MOSI line */

        
write_MOSI
((
byte_out
 
&
 
bit
)
 
?
 
HIGH
 
:
 
LOW
);

        
/* Delay for at least the peer's setup time */

        
delay
(
SPI_SCLK_LOW_TIME
);

        
/* Pull the clock line high */

        
write_SCLK
(
HIGH
);

        
/* Shift-in a bit from the MISO line */

        
if
 
(
read_MISO
()
 
==
 
HIGH
)

            
byte_in
 
|=
 
bit
;

        
/* Delay for at least the peer's hold time */

        
delay
(
SPI_SCLK_HIGH_TIME
);

        
/* Pull the clock line low */

        
write_SCLK
(
LOW
);

    
}

    
return
 
byte_in
;

}

```

## 优点和缺点

### 优点
- SPI协议默认是全双工通信。
- 与漏极开路输出相反，SPI的推挽输出可提供良好的信号完整性和高速度
- 比I²C或SMBus更高的傳輸頻寬 。 不限于任何最大時脈頻率，可实现高速运行
- 完整的传输位协议灵活性
  - 不限于8位字
  - 任意选择消息大小，内容和目的地
- 简单的線路連接
  - 由于电路较少（包括上拉电阻），因此通常比I²C或SMBus的功耗要低，
  - 没有仲裁或相关的失败模式
  - 从站與主機使用同一時脈來源，不需要各自配置精密振荡器
  - 从站不需要唯一的地址 - 不像I²C或GPIB或SCSI
  - 不需要收发器
- IC封装只使用四个引脚，而电路板布局或连接器则少于并行接口
- 每个器件至多有一个独特的总线信号（芯片选择）;其他信号均可以共享
- 信号是单向的，允许简单的電氣隔離
- 軟體撰寫簡易

### 缺点
- 即使是三线式SPI，也需要比I²C更多的IC線路
- 没有带内寻址; 共享总线上需要带外片选信号
- 从机不支持流控制 （但主机可以延迟下一个时钟边沿以降低传输速率）
- 不支持动态添加节点（热插拔）。
  - 没有从机检测机制，主机无法检测是否与从机断开。
- 通常只支持一个主设备（取决于设备的硬體实现）
- 没有错误检测机制，不像I²C在每個位元組後有回覆訊號
- 无法进行数据檢驗，不定义额外的协议时（如CRC）无法保证數據正確性。
- 与RS-232 ， RS-485或CAN总线相比，它只能处理短距离内的数据传输。（距离可以通过使用收发器如RS-422进行扩展）
- 有许多现有的变体，使得很难找到支持这些变体的主机适配器等开发工具。
  - 一些变体，如双路SPI ， 四路SPI和三线SPI是半双工的。
- 必须通过带外信号来实现中断，或者通过使用类似于USB 1.1和2.0的定期轮询来模拟中断

## 外部連結
- Introduction to Serial Peripheral Interface article on embedded.com
- Serial buses information page （页面存档备份，存于）
- SPI Introduction （页面存档备份，存于） with helpful diagrams
- Serial Flash Lots of good information on SPI part manufacturers and models.
- SPI - PICmicro Serial Peripheral Interface （页面存档备份，存于） Microchip (company) tutorial on SPI.
- How SPI simplify multi-device connections （页面存档备份，存于）